# Graeme Sharp
Graeme Marshall Sharp (Glasgow, 16 de outubro de 1960) é um ex-futebolista escocês.

## Carreira
Graeme Sharp competiu na Copa do Mundo FIFA de 1986, sediada no México, na qual a seleção de seu país terminou na 19º colocação dentre os 24 participantes.